# Szol Kihjon
Szol Kihjon (hangul: 설기현, handzsa: 薛琦鉉, RR: Seol Ki-hyeon; 1979. január 8. –) dél-koreai válogatott labdarúgó. 

## Pályafutása

### Klubcsapatban
2000-ben Belgiumba szerződött a Royal Antwerp csapatához, ahol egy vet töltött. 2001 és 2004 között az Anderlechtben játszott, mellyel 2004-ben megnyerte a belga bajnokságot. 2004-ben Angliába szerződött a Wolverhampton Wanderers együtteséhez. A 2006–07-es idényben a Readingben játszott. 2007 és 2010 között a Fulham volt a csapata, de 2009-ben kölcsönben a szaúdi Al-Hilalban szerepelt. 2010-ben hazatért Dél-Koreába a Pohang Steelershez. 2011-ben az Ulszan Hyundai, 2012 és 2014 között az Incshon United játékosa volt. 

### A válogatottban
2000 és 2009 között 82 alkalommal játszott a dél-koreai válogatottban és 19 gólt szerzett. Részt vett a 2001-es konföderációs kupán, a 2002-es CONCACAF-aranykupán, a 2000-es és a 2004-es Ázsia-kupán, valamint a 2002-es és a 2006-os világbajnokságon.

## Sikerei, díjai
RSC Anderlecht
- Belga bajnok (1): 2003–04
- Belga szuperkupagyőztes (1): 2001

Dél-Korea
- Ázsia-kupa bronzérmes (1): 2000